# Libertador General San Martín
Libertador General San Martín ist die Hauptstadt des Departamentos Ledesma in der Provinz Jujuy im Nordwesten Argentiniens.

## Geschichte
Der Ort wurde 1899 unter dem Namen Pueblo Nuevo Ledesma an einer Stelle gegründet, die die Besitzer der Zuckerraffinerie Ledesma gestiftet hatten. Zwei Jahre später erfolgte die Bestimmung des Grundrisses und die Unterteilung der acht Straßenblöcke rund um den Hauptplatz.
Im Jahre 1906 erreichte der Eisenbahnbau den Ort, und ein Bahnhof wurde auf halbem Wege zwischen der Stadt und dem Industriekomplex gebaut. Der wirtschaftliche Aufschwung wurde durch eine Einwanderungswelle von Libanesen und Syrern gestärkt. 1950 wurde der Ort nach dem Militärstrategen und General der Befreiungskriege José de San Martín in Libertador General San Martín umbenannt.

## Wirtschaft

### Tourismus
Die Stadt liegt nur 8 Kilometer vom Eingang zum Nationalpark Calilegua entfernt. Neben diesem mit seinen Wandermöglichkeiten ziehen die Thermalquellen von Calilegua immer mehr Besucher an.